# Río Mali Kishket
El Mali Kishket o Mali Kishkit (en ruso: Малый Кишкет, Малый Кишкит) es un río del Gran Cáucaso en el distrito de Zelenchuk de la república de Karacháyevo-Cherkesia del sur de Rusia. Es un afluente del Kishket, y éste del río Aksaút, uno de los componentes del Mali Zelenchuk, que desemboca en el río Kubán.

## Curso
Nace en los montes de la vertiente norte del Gran Cáucaso el curso del río baja por un valle de alta montaña por 6 km en dirección predominantemente oeste hasta la orilla derecha del Kishket en su curso bajo.